# Remora
El género Remora son peces marinos de la familia de las rémoras o equeneidos, distribuido por los océanos Atlántico, Índico y Pacífico.
Como el resto de rémoras de la familia utilizan un disco adhesivo para fijarse a un animal de mayor tamaño y dejarse transportar. Su longitud corporal máxima varía entre 17 cm y 1 m, según la especie.

## Especies
Existen cinco especies válidas en este género:
- Remora albescens (Temminck & Schlegel, 1850) - Rémora blanca.
- Remora australis (Bennett, 1840) - Rémora-ballenera.
- Remora brachyptera (Lowe, 1839) - Rémora-robusta o Rémora-de-Merlín.
- Remora osteochir (Cuvier, 1829) - Rémora-marlinera o Pez-pega-disco.
- Remora remora (Linnaeus, 1758) - Rémora común o Rémora-tiburonera.